# Józef Szanajca

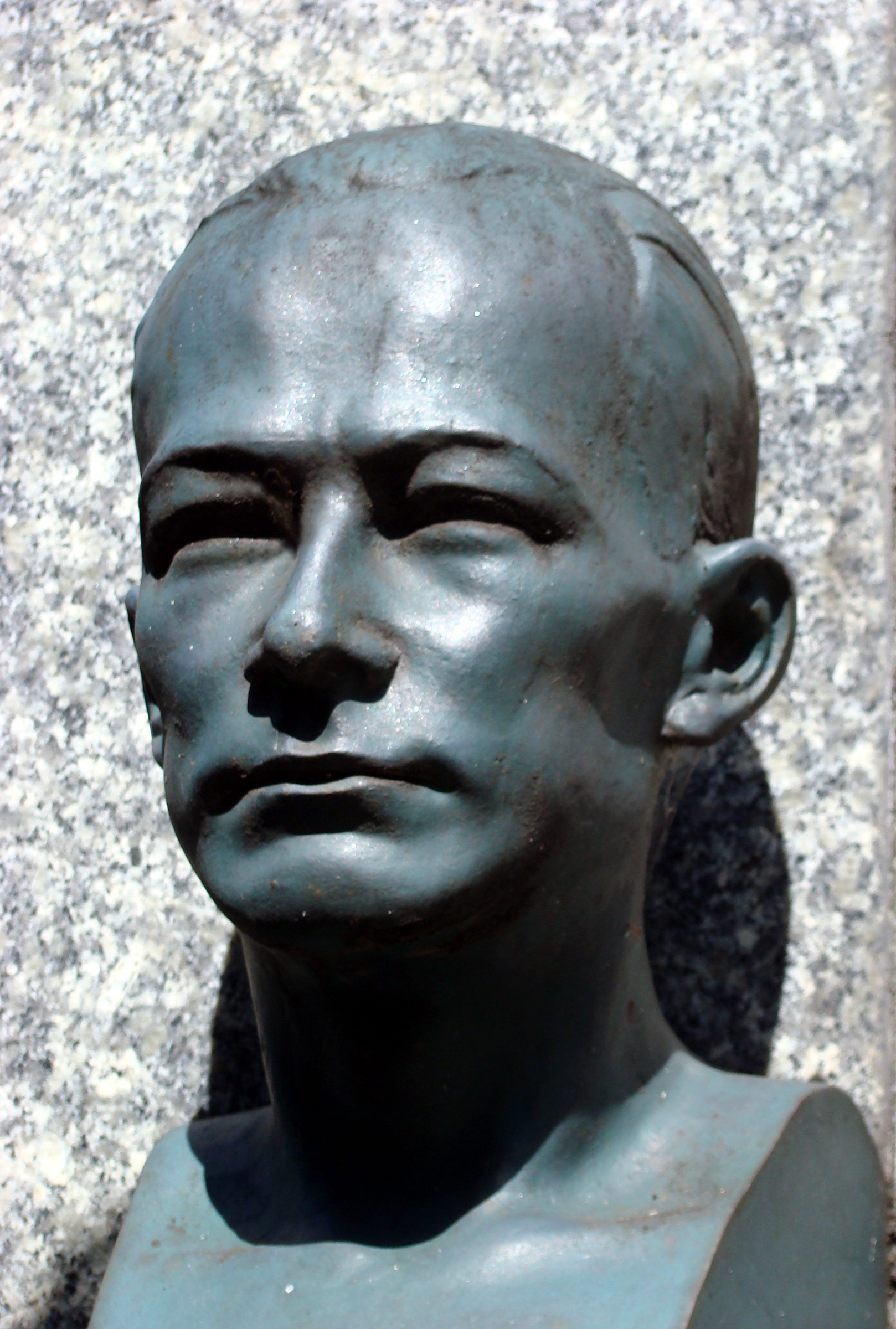

Józef Szanajca (17 maart 1902 - 24 september 1939) was een Pools architect.
Szanajca bouwde tientallen gebouwen en werken. Hij wordt erkend als een van de meest vooraanstaande vertegenwoordigers van de Poolse moderne architectuur. Samen met Bogdan Lachert won hij de hoofdprijs van de Wereldtentoonstelling van 1937 voor hun Poolse paviljoen.
Szanajca werd ingezet in het Poolse leger. Hij stierf tijdens een gevecht in september 1939 tijdens de Poolse Veldtocht.
- Gemeinsame Normdatei: 129078379
- International Standard Name Identifier: 0000 0000 6682 6447
- Library of Congress Control Number: n2018012566
- RKD-Nederlands Instituut voor Kunstgeschiedenis: 384613
- Système universitaire de documentation: 227486560
- Union List of Artist Names: 500120444
- Virtual International Authority File: 47831390
- WorldCat: E39PBJfCtCWcRPkDRqdX8Mm8G3